# 贝沙伊德
贝沙伊德是德国莱茵兰-普法尔茨州的一个市镇。总面积7.60平方公里，总人口410人，其中男性214人，女性196人（2011年12月31日），人口密度54人/平方公里。